# Hannibal Hamlin
Hannibal Hamlin (Paris, 27 d'agost de 1809 – Bangor, 4 de juliol de 1891) fou el quinzè vicepresident dels Estats Units durant el primer mandat del president Abraham Lincoln entre 1861 i 1865. Fou el primer vicepresident del Partit Republicà.
Abans de la seva elecció el 1860, Hamlin va ser Senador, Representant pel seu estat natal de Maine i, durant un període molt curt de temps, governador de Maine.

## Inici de la carrera política
La carrera política de Hamlin va començar el 1836, quan va començar un mandat a la Cambra de Representants de Maine on havia estat elegit l'any abans. Va presentar-se sense èxit a la Cambra de Representants dels Estats Units el 1840 i va deixar la Cambra de Maine el 1841. El 1843 sí que va ser elegit a la cambra de representants nacional on va servir de 1843 a 1847. Se'l va elegir per omplir una vacant al Senat el 1848, i va continuar amb un mandat sencer a partir de 1851. Al principi de la seva carrera era del Partit Demòcrata, i va donar suport a la candidatura de Franklin Pierce el 1852.
Des del principi del seu mandat al Congrés va destacar per la seva oposició a l'extensió de l'esclavitud. El 1854 es va oposar fortament a la Llei de Kansas-Nebraska que anul·lava el Compromís de Missouri. Quan el Partit Demòcrata va donar suport a aquesta anul·lació a la Convenció Demòcrata de 1856, el 12 de juny va abandonar el Partit Demòcrata i es va unir al Partit Republicà, que acabava de ser fundat, causant sensació a nivell nacional.
Els republicans el van nominar com a Governador de Maine el mateix any, i després de guanyar les eleccions per una majoria àmplia va prendre possessió del càrrec el 8 de gener de 1857. A finals de febrer, però, va dimitir i va tornar al Senat des de 1857 fins al gener de 1861.

## Vicepresidència

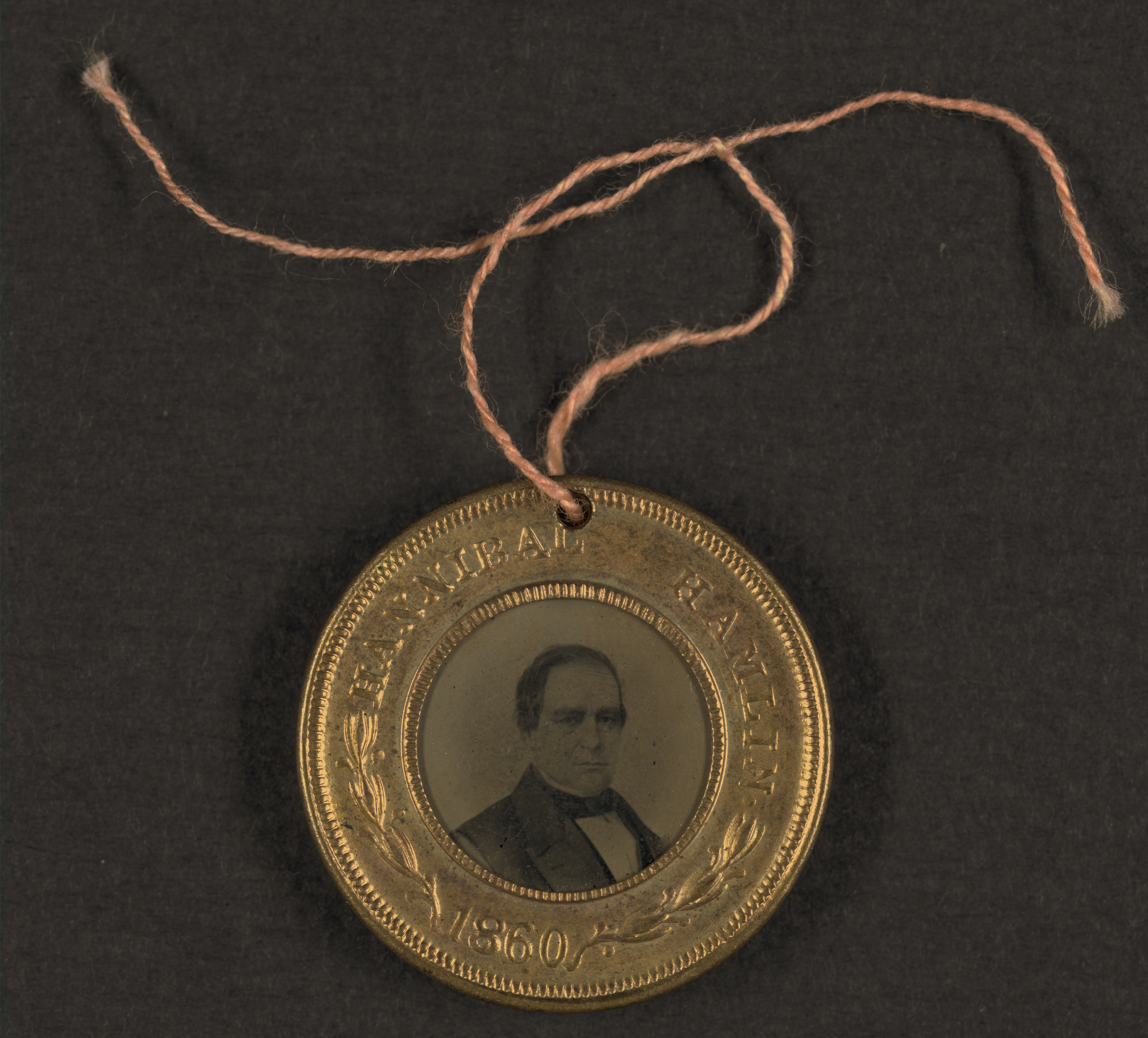
Botó de campanya de les eleccions de 1860 a favor d'Abraham Lincoln i Hannibal Hamlin. A l'altra banda del botó hi ha el retrat de Lincoln.

El 1861, Hamlin va convertir-se en el vicepresident d'Abraham Lincoln, que no havia conegut fins després de les eleccions. Maine havia estat el primer estat del Nord-est a donar una victòria al Partit Republicà, i la parella Lincoln-Hamlin donava equilibri regional. En Hamlin també era un bon orador, i un conegut opositor de l'esclavitud. Mentre va ser vicepresident, va tenir poca autoritat sobre l'administració Lincoln, però va influir en la Proclamació d'Emancipació i en l'armament dels afroamericans. Va donar suport al nombrament de Joseph Hooker com a comandant de l'exèrcit del Potomac, cosa que va ser un gran fracàs. El juny de 1864, la Convenció Nacional Republicana va decidir no nominar Hamlin per al segon mandat, i van triar el "Demòcrata de Guerra" Andrew Johnson de Tennessee en comptes d'ell per eixamplar la base republicana de cara a les eleccions de la tardor. Lincoln també preparava la Reconstrucció del Sud, on Johnson havia demostrat la seva vàlua com a governador de guerra durant l'ocupació de Tennessee. En contrast, Hamlin era aliat dels radicals del Nord (que més endavant intentarien expulsar Johnson de la presidència). Lincoln i Johnson van guanyar les eleccions de novembre de 1864, i el mandat de Hamlin va acabar el 4 de març de 1865.

## Vida posterior
Hamlin va tornar al Senat des de 1869 fins a 1881. El juny de 1881, el president James Garfield el va nomenar ambaixador a Espanya, on va estar destinat de 1881 fins a 1882. Després d'això, es va retirar de la vida pública i va tornar a la seva casa de Bangor, Maine. Va continuar, però, influint sobre el Partit Republicà local i estatal. Va morir mentre jugava a cartes al Tarratine Club de Bangor.